# Karl Meister (Komponist)
Karl August Meister (* 25. Juni 1903 in Augsburg; † 17. Februar 1986 in München) war ein deutscher Komponist, Dirigent und Musikerzieher.

## Leben
Karl Meister war der Sohn des Oberlehrers August Meister (1864–1915) und dessen Frau Margarete, geb. Schmid. Nach dem Besuch eines Gymnasiums in Augsburg studierte er privat von 1917 bis 1921 Komposition bei Fritz Klopper und anschließend von 1921 bis 1924 an der Akademie der Tonkunst München Komposition bei Walter Courvoisier und Gesang bei Eberhard Schwickerath. Weitere Lehrer waren dort Siegmund von Hausegger, Hermann Wolfgang von Waltershausen und Heinrich Knappe sowie Adolf Sandberger an der Universität München. Von 1921 bis 1925 war Meister als Dirigent in München tätig. Zum 1. Mai 1937 trat er der NSDAP bei (Mitgliedsnummer 4.103.802).
Meister wirkte u. a. als Musikerzieher sowie Leiter des Schulchores und des Schulorchesters an der Münchner Luitpold-Oberrealschule (heute Luitpold-Gymnasium München). Dabei kam es zu Auftritten im Hörfunk (zum Beispiel bei der Eröffnung der Woche der Brüderlichkeit) und im Fernsehen.
Meister wurde auf dem Waldfriedhof in München beerdigt.

## Werke
- Krippenspiel, Sprechstimme, strings, cemb, op. 69 (ev. 1927)
- Weinlieder-Suite (1932); Kleine Suite für 3 Instrumente und Singstimmen über das Lied „Mit Mann und Roß und Wagen so hat sie Gott geschlagen“ (1940)
- Weihnachtsoratorium ca. 1942
- Fagottkonzert op. 33
- Choralvorspiel „Gott, Deine Güte reicht so weit“ op. 47,5 (1953)
- 3 heitere Morgenstern-Chöre, Sprechstimme op. 42a (1954)
- Weihnachtliche Suite nach süddt. Liedern u. Reigen für 2 Violinen u. Klavier, dazu 1stg. Chor, erweiterbar um Schlagzeug, Viola, Cello u. Kontrabass (1956)
- Münchner Symphonie (1958)
- Der Zauberrubel rollt: Jugendoper in 8 Bildern (1955) Köln, Gerig 1959
- 2. Klaviersonatine aus dem Klavierheft für Hermann Maria op. 61 (ca. 1963)
- Klavierheft für Otty op. 55B (1967)
- Oboensonatine (1969)
- Sonatinen op. 72 für Melodica oder Violine u. Klavier oder elektronisches Tasteninstrument op. 72 (1969)
- Klavierheft für Hermann Maria Stücke und Miniaturen zum Spielen und Singen opus 61c 1969
- Musik gereimt, Anekdoten nach Noten #1 (1969)
- Musik gereimt, Anekdoten nach Noten #2 (1972)
- Konzert für Cembalo, Streicher, 2 Oben und Schlagzeug op. 76 (1972)
- Berg Op Zoom Klaviervariationen über ein altes niederländisches Siegeslied op 78 (Möseler 1975)
- Musik für Violine solo op. 50b (1976)
- Hirtenstück aus op. 55b (1976)
- Larghetto und Reigen für Alt-Querflöte (Viola oder Violine) u. Cembalo (Klavier) (1980)
- Serenade für Bläserquintett op. 46 b (1981)
- Musik für Viola solo op. 59b (1982)
- Solo-Motette „Gott selber ist Musik“, op. 83c (1983)[7]

## Ehrungen und Preise
- 1940: Kulturpreis vom VI. AOK als Soldat
- 1958: Anerkennung der Münchner Sinfonie zur 800-Jahr-Feier Münchens
- 1968: Ungarischer Kulturpreis, Budapest
- 1971: Ungarischer Porzellantaler für Kunst
- 1982: Bundesverdienstkreuz 2. Klasse
- 1982: Ehrenmedaille der Gesellschaft für musikalische Aufführungs- und mechanische Vervielfältigungsrechte (GEMA)
- 1983: Bundesverdienstkreuz 1. Klasse
- 1984: Budapester Ehrung[8]